# بوهوسلاو شاستنی
بوهوسلاو شاستنی (انگلیسی: Bohuslav Šťastný؛ زادهٔ ۲۳ آوریل ۱۹۴۹) بازیکن هاکی روی یخ اهل چکسلواکی است.